# Холм (Сафоновський район)
Холм (рос. Холм) — присілок Сафоновського району Смоленської області Росії. Входить до складу Пушкінського сільського поселення.
Населення — 12 осіб (2007 рік).